# 解放眉足蟹
解放眉足蟹，俗稱海知了，是十足目異尾下目蟬蟹總科（Hippoidea）眉足蟹科（Blepharipodidae）眉足蟹屬之下的一個物種。其模式產地位於中國山東省烟台市芝罘区。
在中國，由於其美味及高營養價值，本物種常被捕获作食用，以致其野外數目一度銳減至近滅絕。

## 分佈
本物種屬於冷温性物种，分布范围只在黄海北部及日本海北海道以南的韩国和日本海域。在中國。除分佈於山東省的烟台、日照、青岛、威海和辽宁省的丹东。棲息於潮間帶的低潮區。